# Siworae
Siworae is een Zuid-Koreaanse romantische fantasyfilm uit 2000 onder regie van Lee Hyun-Seung. Siworea is ook wel bekend als 'Il Mare'.

## Verhaal
Het is het jaar 2000. Wanneer Kim Eun-Ju verhuist laat ze in de brievenbus van haar oude huis een brief achter voor de volgende bewoner. Tot haar verrassing krijgt ze een brief terug van Han Sung-Hyun... uit het jaar 1998.

## Rolverdeling
| Acteur           | Personage |
| ---------------- | --------- |
| Lee Jung-jae     | Sung-hyun |
| Jun Ji-hyun      | Eun-joo   |
| Kim Mu-saeng     |           |
| Jo Seung-yeon    |           |
| Min Yun-jae      |           |
| Kim Ji-mu        |           |
| Choi Yoon-yeong  |           |
| Lee In-chul      |           |
| Kwon Yeon-gyeong |           |

## Trivia
- Siworae ( 時越愛 ) betekent tijd-overstijgende liefde.
- In 2006 kwam er een Amerikaanse herverfilming uit onder de naam The Lake House.